# Lijst van voetbalinterlands Trinidad en Tobago - Wales
Deze lijst van voetbalinterlands is een overzicht van alle officiële voetbalwedstrijden tussen de nationale teams van Trinidad & Tobago en Wales. De landen speelden tot op heden twee keer tegen elkaar. De eerste ontmoeting, een vriendschappelijke wedstrijd, werd gespeeld op 27 mei 2006 in Graz (Oostenrijk). Het laatste duel, eveneens een vriendschappelijke wedstrijd, vond plaats op 20 maart 2019 in Wrexham.

## Wedstrijden
| Nr. | Plaats  | Datum         | Competitie        | Wedstrijd                  | Uitslag |
| --- | ------- | ------------- | ----------------- | -------------------------- | ------- |
| 1   | Graz    | 27 mei 2006   | Vriendschappelijk | Wales – Trinidad en Tobago | 2 – 1   |
| 2   | Wrexham | 20 maart 2019 | Vriendschappelijk | Wales – Trinidad en Tobago | 1 – 0   |

## Samenvatting
| Competitie        | Totaal gespeeld | Winst Trinidad en T. | Gelijk | Winst Wales | Doelsaldo Trinidad en T. – Wales |
| ----------------- | --------------- | -------------------- | ------ | ----------- | -------------------------------- |
| Vriendschappelijk | 2               | 0                    | 0      | 2           | 1 – 3                            |
| Totaal            | 2               | 0                    | 0      | 2           | 1 – 3                            |

## Details

### Eerste ontmoeting
De eerste ontmoeting tussen de nationale voetbalploegen van Trinidad en Tobago en Wales vond plaats op 27 mei 2006. Het vriendschappelijke duel, bijgewoond door 8.000 toeschouwers, werd gespeeld in de UPC Arena in Graz, Oostenrijk, en stond onder leiding van scheidsrechter Stefan Meßner uit Oostenrijk. Hij deelde geen kaarten uit. Bondscoach John Toshack van Wales liet vier spelers debuteren: Jason Brown (Blackburn Rovers), Glyn Garner (Leyton Orient), Arron Davies (Yeovil Town) en Gareth Bale (Southampton). Bale verving David Vaughan in de 55ste minuut, en werd met zijn zestien jaar en 315 dagen de jongste debutant uit de geschiedenis van Wales. Hij brak het record van zijn ploeggenoot Lewin Nyatanga, die bijna twee maanden eerder (1 maart 2006) zijn debuut had gemaakt tegen Paraguay toen hij zeventien jaar en 195 dagen oud was. Voor het Trinidad en Tobago van de Nederlandse bondscoach Leo Beenhakker stond het duel in het teken van de voorbereiding op het Wereldkampioenschap voetbal 2006 in Duitsland. Het aanvangstijdstip was 17:15 uur.
| Vriendschappelijk (Graz, Oostenrijk, 27 mei 2006): |              | |
| Wales | 2 – 1        | Trinidad en Tobago |
| Robert Earnshaw 38' Robert Earnshaw 87' | goals        | 32' Stern John |
| John Toshack | bondscoach   | Leo Beenhakker |
| Jason Brown 46' David Partridge 46' Daniel Gabbidon James Collins David Vaughan 55' Carl Robinson Joe Ledley Carl Fletcher 46' Simon Davies 78' Robert Earnshaw David Cotterill 46' | opstellingen | Kelvin Jack Dennis Lawrence Avery John Cyd Gray 35' Marvin Andrews 77' Densill Theobald Carlos Edwards Chris Birchall Dwight Yorke 62' Kenwyne Jones Stern John |
| Glyn Garner 46' Lewin Nyatanga 46' Andrew Crofts 46' Craig Davies 46' Gareth Bale 55' Arron Davies 78' Rhoys Wiggins                                                                | wissels      | 35' Collin Samuel 62' Russell Latapy 77' Aurtis Whitley Clayton Ince David Charles Ian Cox Brent Sancho Cornell Glen Jason Scotland Evans Wise                  |

TTFF · A-internationals · Bondscoaches · Selecties · Statistieken · Olympisch elftal · Vrouwenelftal van Trinidad en Tobago · Trinidad U21 · Trinidad U19 · Trinidad U17
Gold Cup 1991 · 
Gold Cup 1993 · 
Gold Cup 1996 · 
Gold Cup 1998 · 
Gold Cup 2000 · 
Gold Cup 2002 · 
Gold Cup 2005 · 
Gold Cup 2007 · 
Gold Cup 2009 · 
Gold Cup 2011 · 
Gold Cup 2013
WK 2006
1934 · 
1935 · 
1936 · 
1937 · 
1938 · 
1939 · 
1940 · 
1941 · 
1942 · 
1943 · 
1944 · 
1945 · 
1946 · 
1947 · 
1948 · 
1949 · 
1950 · 
1951 · 
1952 · 
1953 · 
1954 · 
1955 · 
1956 · 
1957 · 
1958 · 
1959 · 
1960 · 
1961 · 
1962 · 
1963 · 
1964 · 
1965 · 
1966 · 
1967 · 
1968 · 
1969 · 
1970 · 
1971 · 
1972 · 
1973 · 
1974 · 
1975 · 
1976 · 
1977 · 
1978 · 
1979 · 
1980 · 
1981 · 
1982 · 
1983 · 
1984 · 
1985 · 
1986 · 
1987 · 
1988 · 
1989 · 
1990 · 
1991 · 
1992 · 
1993 · 
1994 · 
1995 · 
1996 · 
1997 · 
1998 · 
1999 · 
2000 · 
2001 · 
2002 · 
2003 · 
2004 · 
2005 · 
2006 · 
2007 · 
2008 · 
2009 · 
2010 · 
2011 · 
2012 · 
2013 · 
2014 ·
2015 ·
2016 ·
2017 ·
2018 ·
2019 ·
2020 ·
2021 ·
2022
Anguilla · 
Antigua en Barbuda ·
Argentinië ·
Azerbeidzjan · 
Bahama's ·
Bahrein · 
Barbados · 
Belize · 
Bermuda · 
Bolivia ·
Botswana · 
Britse Maagdeneilanden · 
Canada · 
Chili · 
China · 
Colombia · 
Costa Rica · 
Cuba · 
Curaçao · 
Dominicaanse Republiek ·
Ecuador ·
Egypte ·
El Salvador ·
Engeland ·
Estland ·
Finland ·
Grenada ·
Guatemala ·
Guyana ·
Haïti ·
Honduras ·
Ierland ·
IJsland ·
India ·
Irak ·
Iran ·
Jamaica ·
Japan ·
Jordanië ·
Kaaimaneilanden · 
Kenia · 
Koeweit ·
Marokko ·
Mexico ·
Montserrat ·
Nederlandse Antillen ·
Nicaragua ·
Nieuw-Zeeland ·
Noord-Ierland ·
Noorwegen · 
Oostenrijk · 
Panama ·
Paraguay ·
Peru ·
Puerto Rico ·
Roemenië ·
Saint Kitts en Nevis ·
Saint Lucia ·
Saint Vincent en de Grenadines ·
Saoedi-Arabië · 
Schotland ·
Slovenië ·
Suriname ·
Tadzjikistan ·
Taiwan ·
Thailand ·
Tsjechië · 
Uruguay · 
Venezuela · 
Verenigde Arabische Emiraten ·
Verenigde Staten ·
Wales · 
Zuid-Afrika ·
Zuid-Korea ·
Zweden
Engeland (2006) · 
Paraguay (2006) · 
Zweden (2006)
FAW · A-internationals · Bondscoaches · Statistieken · Welsh vrouwenelftal · Brits olympisch elftal · Wales U21 · Wales U20 · Wales U19 · Wales U18 · Wales U17 · Wales U16
1876 – 1899 ·
1900 – 1919 ·
1920 – 1929 ·
1930 – 1939 ·
1940 – 1949 ·
1950 – 1959 ·
1960 – 1969 ·
1970 – 1979 ·
1980 – 1989 ·
1990 – 1999 ·
2000 – 2009 ·
2010 – 2019 ·
2020 − 2029
EK 2016 · 
EK 2020
WK 1958
1876 · 
1877 · 
1878 · 
1879 · 
1880 · 
1881 · 
1882 · 
1883 · 
1884 · 
1885 · 
1886 · 
1887 · 
1888 · 
1889 · 
1890 · 
1891 · 
1892 · 
1893 · 
1894 · 
1895 · 
1896 · 
1897 · 
1898 · 
1899 · 
1900 · 
1901 · 
1902 · 
1903 · 
1904 · 
1905 · 
1906 · 
1907 · 
1908 · 
1909 · 
1910 · 
1911 · 
1912 · 
1913 · 
1914 · 
1915 · 1916 · 1917 · 1918 · 1919 · 
1920 · 
1921 · 
1922 · 
1923 · 
1924 · 
1925 · 
1926 · 
1927 · 
1928 · 
1929 · 
1930 · 
1931 · 
1932 · 
1933 · 
1934 · 
1935 · 
1936 · 
1937 · 
1938 · 
1939 · 
1940 · 1941 · 1942 · 1943 · 1944 · 1945 · 
1946 · 
1947 · 
1948 · 
1949 · 
1950 · 
1952 · 
1952 · 
1953 · 
1954 · 
1955 · 
1956 · 
1957 · 
1958 · 
1959 · 
1960 · 
1961 · 
1962 · 
1963 · 
1964 · 
1965 · 
1966 · 
1967 · 
1968 · 
1969 · 
1970 · 
1971 · 
1972 · 
1973 · 
1974 · 
1975 · 
1976 · 
1977 · 
1978 · 
1979 · 
1980 · 
1981 · 
1982 · 
1983 · 
1984 · 
1985 · 
1986 · 
1987 · 
1988 · 
1989 · 
1990 · 
1991 · 
1992 · 
1993 · 
1994 · 
1995 · 
1996 · 
1997 · 
1998 · 
1999 · 
2000 · 
2001 · 
2002 · 
2003 · 
2004 · 
2005 · 
2006 · 
2007 · 
2008 · 
2009 · 
2010 · 
2011 · 
2012 · 
2013 · 
2014 · 
2015 · 
2016 · 
2017 ·
2018 ·
2019 ·
2020 ·
2021 ·
2022 ·
2023
Albanië ·
Andorra ·
Argentinië ·
Armenië ·
Australië ·
Azerbeidzjan ·
België ·
Bosnië en Herzegovina ·
Brazilië ·
Bulgarije ·
Canada ·
Chili ·
China ·
Costa Rica ·
Cyprus ·
DDR ·
Denemarken ·
Duitsland ·
Engeland ·
Estland ·
Faeröer ·
Finland ·
Frankrijk ·
Georgië ·
Gibraltar ·
Griekenland ·
Hongarije ·
Ierland ·
IJsland ·
Iran ·
Israël ·
Italië ·
Jamaica ·
Japan ·
Joegoslavië ·
Kazachstan ·
Koeweit ·
Kroatië ·
Letland ·
Liechtenstein ·
Luxemburg ·
Malta ·
Mexico ·
Moldavië ·
Montenegro ·
Nederland ·
Nieuw-Zeeland ·
Noord-Ierland ·
Noord-Macedonië ·
Noorwegen ·
Oekraïne ·
Oostenrijk ·
Panama ·
Paraguay ·
Polen ·
Portugal · 
Qatar ·
Roemenië ·
Rusland ·
San Marino ·
Saoedi-Arabië ·
Schotland ·
Servië ·
Servië en Montenegro ·
Slovenië ·
Slowakije ·
Sovjet-Unie ·
Spanje ·
Trinidad & Tobago ·
Tsjechië ·
Tsjecho-Slowakije ·
Tunesië ·
Turkije ·
Uruguay ·
Verenigde Staten ·
Wit-Rusland ·
Zuid-Korea ·
Zweden ·
Zwitserland
Engeland (2016) · 
Denemarken (2021) · 
Italië (2021) · 
Rusland (2016) ·
Slowakije (2016) · 
Turkije (2021) · 
Zwitserland (2021)